# Aéroport de Rize-Artvin
L'aéroport de Rize-Artvin ( en turc : Rize–Artvin Havalimanı) est un aéroport situé au large de la province de Rize, dans le nord-est de la Turquie. Il a ouvert ses portes le 14 mai 2022 avec un vol assuré par Turkish Airlines.
L'aéroport est situé au large de la côte du village de Yeşilköy dans le district de Pazar de la province de Rize.  Il est à 34 kilomètres à l'est de Rize et à environ 75 kilomètres à l'ouest d'Artvin.  Il a été construit sur un sol obtenu en remplissant une partie du rivage de la mer Noire par des roches provenant de carrières voisines à Merdivenli, Hisarlı, Kanlımezra et Kuzeyce. Pour remplir jusqu'à 30 m -mer profonde,  au moins 85 millions de tonnes de roche sont nécessaires. Le bâtiment de l'aéroport couvre une superficie de 4500 m²  , et la piste est de 3000 m de long avec 45 m de largeur parallèle au rivage. Les travaux de construction ont commencé avec le premier coup de pioche en 2017.   Il est prévu que l'aéroport desserve environ deux millions de passagers par an. Le coût de construction a été budgétisé à ₺ 750 millions (env. 206 millions de dollars).

## Situation
| Adana Ankara Antalya Antioche Bodrum-Milas Dalaman Denizli Elâzığ Istanbul Sabiha-Gökçen Izmir Trabzon / Trébizonde Gaziantep Diyarbakır Kayseri Samsun Van Erzurum Konya Gazipaşa Malatya |

| Adana Ankara Antalya Antioche Bodrum-Milas Dalaman Denizli Elâzığ Istanbul Sabiha-Gökçen Izmir Trabzon / Trébizonde Gaziantep Diyarbakır Kayseri Samsun Van Erzurum Konya Gazipaşa Malatya |

## Compagnies aériennes et destinations
| Compagnies       | Destinations                        |
| ---------------- | ----------------------------------- |
| AJet             | Ankara Esenboğa, Istanbul-S. Gökçen |
| Turkish Airlines | Istanbul                            |

Édité le 17/05/2022